# Нидерландский архитектурный институт
Нидерландский архитектурный институт (нидерл. Het Nederlands Architectuurinstituut) (NAI) — культурное учреждением в области архитектуры и градостроительства, которое занимается архивом истории голландской архитектуры и поддерживается государством. Состоит из музея, книжного магазина, кафе, архива, библиотеки и платформы для проведения лекций, конференций и дискуссий. Был основан в 1988 году и базируется в Роттердаме с 1993 года. С 1 января 2013 года стал частью Нового института (нидерл. Het Nieuwe Instituut).